# Fragma
Fragma, también conocido como Fragma Project es un grupo alemán de música Dance, compuesto originalmente por cuatro miembros.

## Historia
Fundado en 1998 por los hermanos Dirk y Marco Duderstadt, Fragma produjo su primer sencillo, Toca Me en ese mismo año junto con el experimentado productor musical Ramon Zenker. Publicado al año siguiente, la canción alcanzó el número 1 en varias listas de música dance en todo el mundo, alcanzando el número 11 en la UK Singles Chart.
En 2000 realizaron un mash-up (mezcla de dos o más canciones), Toca's Miracle, que combinaba la música de Toca Me con la letra y voces de la canción I need a miracle Coco Star, editada en 1997. Esta mezcla atrajo la atención de diversos DJs internacionales como Pete Tong o Judge Jules. Al estar en ese momento Fragma y Coco en la misma discográfica (Positiva), Coco volvió a grabar la parte vocal y se publicó de forma oficial, alcanzando inmediatamente el número 1 en el Reino Unido, alcanzando un gran éxito en Australia e Irlanda.
En 2001 se editó un disco, Toca, así como otros dos singles, Everytime You Need Me (N.º 3 en UK), la parte vocal interpretada por Maria Rubia, y You Are Alive (N.º 4 en UK), interpretada por Damae.
En 2002 los Dunderstadt se establecieron en su propio estudio, llamado Evergreen-Terrace en honor a los Simpson. En ese mismo año, y de nuevo con Damae como cantante, publicaron su segundo disco, Embrace, con singles como Say That You're Here, Embrace Me, Man In The Moon o Time And Time Again.
En 2003, en el primer episodio del anime Dear Boys, fue usado por un momento el single "Embrace Me".
Dirk y Marco también trabajan en la actualidad como dúo bajo su apellido, Duderstadt. Han publicado dos singles bajo este nombre, Sunrise y Taking Over, en la discográfica Gang Gi Records. Un tercer sencillo, Mahananda, se publicó en 2005 en una nueva discográfica llamada Afterglow Records. Tras este, se publicaron otros dos, Muhanjala en 2006 y Smile en 2007, este último con la cantante británica Anita Kelsey.
En 2006, de nuevo con el nombre Fragma, publicaron un nuevo sencillo llamado Radio Waves junto con Kirsty Hawkshaw. No se sabe todavía si está en preparación algún otro álbum bajo este nombre, aunque Damae podría haber abandonado el grupo.
El año 2008 sirvió para una nueva publicación en forma de maxisencillo de las canciones Toca Me 2008 y Toca's Miracle 2008 junto a sus correspondientes remezclas por In Petto. Esta publicación ha alcanzado el Top 5 de las listas mundiales de música Dance y el número 1 en Brasil y Australia.

## Discografía

### Álbumes
- Toca (2001)

1. Toca's Miracle (3:51)
2. Everytime You Need Me (3:32)
3. Reach Out (3:25)
4. You Are Alive (4:44)
5. Move On (4:16)
6. Do You Really Want To Feel It (5:29)
7. Magic (4:53)
8. Everybody Knows (6:55)
9. Take My Hand (5:05)
10. Outlast (5:09)
11. Toca Me (3:36)

Las ediciones especiales incluyen tres vídeos musicales:
1. Video 1   Toca Me (3:19)
2. Video 2   Toca's Miracle (3:21)
3. Video 3   Everytime You Need Me (3:26)

Existe otra edición que incluye dos remezclas:
1. Everytime You Need Me (Above & Beyond Remix) (8:50)
2. Everytime You Need Me (Club Mix) (5:44)

- Embrace (2002)

1. Time And Time Again (3:37)
2. Embrace Me (4:13)
3. Say That You're Here (3:26)
4. How Do You Feel (3:35)
5. Take This World For Real (4:21)
6. Just Like A Teardrop (4:04)
7. Who Needs a Reason (3:27)
8. Only You (4:19)
9. Why (5:59)
10. Maybe It's You (4:04)
11. Free Your Mind (5:08)
12. Risk My Soul (6:54)
13. Time And Tme Again (Megara vs. DJ Lee Remix) (4:06)
14. Embrace Me (Wippenberg Remix) (4:10)
15. Say That You're Here (Riva Remix) (4:21)
16. How Do You Feel (Cyber Trance Remix) (5:17)

- Embrace (2003)

1. Embrace Me (Wippenberg Remix) (4:08)
2. Time And Time Again (Megara vs. DJ Lee Remix) (4:03)
3. Man In The Moon (2:31)
4. How Do You Feel (Cyber Trance Remix) (4:39)
5. Take This World For Real (3:51)
6. Just Like A Teardrop (4:06)
7. Who Needs A Reason (3:27)
8. Only You (3:46)
9. Why (4:43)
10. Maybe It's You (3:23)
11. Free Your Mind (4:09)
12. Say That You're Here (Riva Mix) (4:14)
13. Video1   Embrace Me - Video
14. Video2   Time And Time Again - Video

- Embrace (2CD) (2004)

CD1
1. Time And Time Again (3:37)
2. Embrace Me (4:13)
3. Say That You're Here (3:26)
4. How Do You Feel (3:35)
5. Take This World For Real (4:21)
6. Just Like A Teardrop (4:04)
7. Who Needs A Reason (3:27)
8. Only You (4:19)
9. Why (5:59)
10. Maybe It's You (4:04)
11. Free Your Mind (5:08)
12. Risk My Soul (6:54)

CD2
1. Man In The Moon (2003 Club Mix) (7:48)
2. Man In The Moon (Duderstadt Remix) (6:08)
3. Man In The Moon (DJ Kadozer Remix) (6:16)
4. Embrace Me (Duderstadt Remix) (6:25)
5. Embrace Me (Wippenberg Remix) (6:57)
6. Say That You're Here (Extended Version) (5:55)
7. Say That You're Here (Duderstadt Remix) (6:04)
8. Say That You're Here (Riva Remix) (7:10)
9. Time And Time Again (Extended Mix) (6:33)
10. Time And Time Again (Megara vs. DJ Lee Remix) (7:55)
11. Time And Time Again (Duderstadt Remix) (7:07)

### Sencillos
- Toca Me (1999)
- Toca Me (Remixes) (1999)
- Everytime You Need Me (2000)
- Toca's Miracle (2000)
- Everytime You Need Me (2001)
- Everytime You Need Me (Remixes) (2001)
- Say That You're Here (2001)
- Say That You're Here CD1 (2001)
- Say That You're Here CD2 (2001)
- You Are Alive (2001)
- You Are Alive/Toca Megamix (2001)
- Embrace Me (2002)
- Embrace Me (Remixes) (2002, 2003)
- Time And Time Again (2002)
- Man In The Moon (2003)
- Radio Waves (2006)
- Deeper (2006)
- Toca's Miracle (2007)
- Toca's Miracle/Deeper, #18 NL (2007)
- Memory (2008)
- Forever And A Day (2009)
- What Do You Want (2010)
- Oops Sorry (2010)

- Damae - Distant Soundz
- Damae - Velvet Morning
- Damae - Born To Love
- Damae - Control
- Damae - Not Over You
- Damae - Never Be Lonely
- Damae - Lonely
- Damae - Perfect Day
- Damae - Ocean Of Love